# Microsoft PhotoDraw
Microsoft PhotoDraw 2000 是一个由微软公司推出的矢量位图处理软件。PhotoDraw整合了网页编辑、位图编辑和矢量图编辑功能，填补了在微软Office软件中图像制作与处理的空白。

## 历史
PhotoDraw在1999年随Microsoft Office 2000 Premium发售，但被分别装在两张光盘中。它由Picture It! 2.0引擎的.mix文件格式开发而成，并扩展到了矢量图形技术。此软件可以在Office核心套件以外独立安装，也被微软在Graphics Studio中独立发行。唯一的后续版本是Microsoft PhotoDraw 2000 第二版，在2000年左右发行且容量达到了3CD（虽然在Office中只有两张光盘，可能是因为文件共享）。两个版本都被称为Microsoft Office应用程序，虽然它们只随着Office Premium版本发售。
第二版被作为一个独立版本发售，并附带了大量剪贴画和字体并与Windows XP兼容。此版本被翻译成各种语言。
在第二版发售以後，微软准备终止它的开发。此决定基于软件的使用率，虽然一些用户对其感到满意并与新版Office一同使用。这是因为微软到2007年为止没有发行任何更新的图像处理解决方案，且多数用户都能通过停止更新的PhotoDraw满足需要。

## 功能和特点
如同Adobe Illustrator、CorelDRAW和Adobe Freehand，PhotoDraw是一个支持矢量和位图两种格式的软件，并为商用半专业绘图开发。它附带丰富的剪贴画和字体。
PhotoDraw使用专利的.mix文件格式，此种格式被在PhotoDraw2000时引进。PhotoDraw也能处理PNG在内的多种文件格式。
此软件作为一个商务的解决方案，对于家庭用户来说并不实用，因为他们对點陣图的需求比矢量图的需求高。微软注意到了这个问题，便将Windows图像和传真查看器捆绑在Windows XP中，开发了Microsoft Picture It!，并为Microsoft Office 2003开发了Microsoft Office图像管理器。
PhotoDraw没有足够的能力撼动Illustrator的地位——专业图像处理的事实标准。虽然表现平庸，但PhotoDraw第二版在eBay的价格达到$50–$100美圆。